# Pavel Roučka
Pavel Roučka (* 20. Juni 1942 in Prag) ist ein tschechischer Künstler im Bereich der expressionistischen Malerei und Grafiker.

## Leben
Roučka absolvierte zwischen 1958 und 1960 ein Studium der Geodäsie und Kartografie. Ab 1968 bis 1969 war er für die Szenografie für Zeichentrickfilme in Belvisiun, Brüssel, zuständig.
Ab 1974 unternahm er neben der Malerei erste grafische Versuche, es entstanden figurale Kompositionen und Paraphrasen von Bildern aus der Renaissance (Kombination von Tiefdrucktechniken und Gusslacken). Ab 1977 beschäftigte er sich mit der Lithografie, er stellt Originaldrucke mit biblischen Themen her. Auf Empfehlung des Museums Frederikshavn in Dänemark für seine Drucke erhielt Roucka den Auftrag für die Illustration der Editionen Das Schloß und Tagebuch von Franz Kafka.
Nach 1980 widmete Roucka sich sowohl der Zeichnung als auch der Lithografie. 1988 kehrte er schließlich zur Malerei zurück. Franz Kafkas Werk Das Schloß bildete die Vorlage für zwei großformatige Gemälde. Seine großformatigen Arbeiten wurden im Rahmen der Ausstellung zeitgenössischer tschechischer Künstler „Inoffiziell“ in der Regensburger Minoritenkirche ausgestellt. Die Ausstellung Tschechische Kunst zur Zeit der Samtenen Revolution mit Arbeiten Rouckas wurde im Nassau County Museum in New York gezeigt. 1993 war Roucka Gastkünstler beim „Maisalon“ im Grand Palais in Paris und beteiligte sich an der Biennale für Druckgrafik in Maastricht. Ein Jahr darauf war er an der Internationalen Triennale für Druckgrafik in Krakau vertreten.
1995 absolvierte Roucka ein Fortbildungsstudium an der Académie des Beaux Arts in Paris. 1996 übernahm er die Leitung der Litografieklasse an der Akademie der Bildenden Künste in Maastricht, Niederlande. Im Jahr 2000 nahm Roucka am Symposium Grenzüberschreitungen des Kunstvereins Selb in Marktredwitz teil. Im selben Jahr schuf er die Mergelsteinwand Hommage an Prag im Mercedes Forum in Prag.
Seit 1993 leitete er in den Sommermonaten bis heute ebenfalls die Klasse für Malerei der Sommerakademie in Frauenau, Deutschland.
Pavel Roucka hatte bisher mehr als hundert Einzelausstellungen in Galerien und Museen der Tschechischen Republik, in Deutschland, Frankreich, USA, Tunesien, Japan, Dänemark, Großbritannien, Holland, Kanada und Polen. Zudem nahm er an zahlreichen internationalen Gruppenausstellungen und Schauen über Tschechische Kunst in der Tschechischen Republik, den USA, in Deutschland, Frankreich, Japan, Dänemark, Italien, Holland, Belgien, Polen und Brasilien teil.

## Preise und Auszeichnungen
- 1969 Malereistipendium des Verbandes der tschechischen bildenden Künstler in Prag
- 1988 Preisträger der Internationalen Biennale Lodz (für Druckgraphik) ausgezeichnet.
- 2003 Chevalier de l´Ordre des Palmes Académiques.

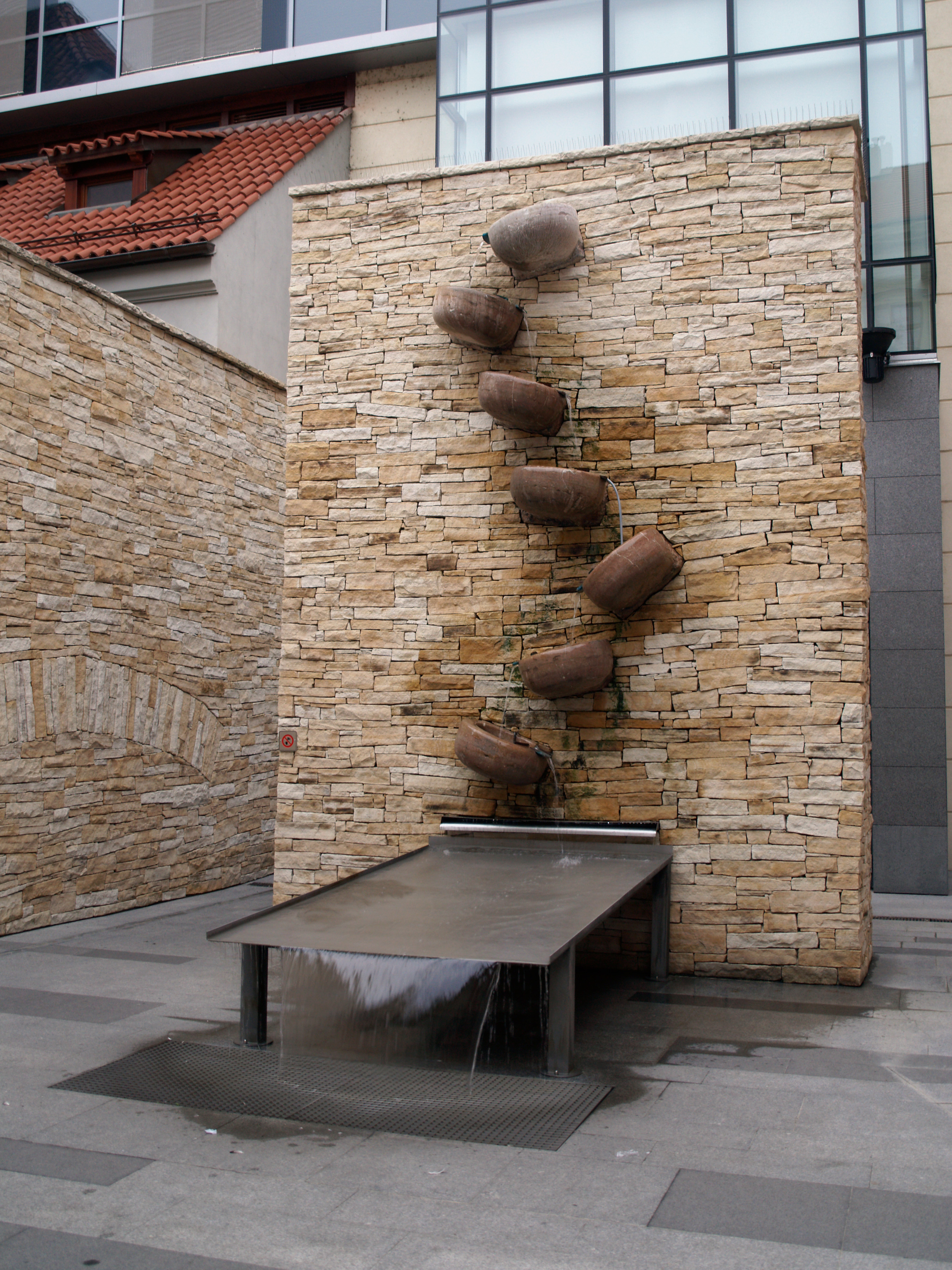
Brunnenskulptur von Pavel Roučka im Palladium, Prag

## Arbeiten in Museen und Sammlungen
Arbeiten von Pavel Roucka befinden sich unter anderem in der Nationalgalerie Prag, dem Tschechischen Kulturministerium und Außenministerium, der Karls-Universität Prag und in internationalen öffentlichen und privaten Sammlungen, z. B. Portland Art Museum, USA.

## Einzelausstellungen
Roučka stellte erstmals 1989 in der Galerie Dílo, Přerov, Tschechien aus. Es folgten regelmäßig Ausstellungen in internationalen Galerien, etwa 1992 im Museum Eger, Tschechien, 1999 auf Schloss Ratilly, Treigny, Frankreich, 2004 in der Galerie der Schönen Künste, Paris, Frankreich, 2007 in der Minoritenkirche, Städtisches Museum, Regensburg, 2010 im Europäischen Kunstforum, Saarländische Galerie, Berlin und in der Landkreisgalerie, Schloss Neuburg am Inn.

## Bühnenbilder
- 1990 Der Geizkragen, Theater Semafor, Prag, Tschechien
- 1993 Čochtan erzählt, Theatergruppe J. Dvořák, Prag, Tschechien
- 1995 Der Maler Dvořák, Theatergruppe J. Dvořák, Prag, Tschechien
- 1995 Der Wunderdaumen, Karliner Musiktheater, Prag, Tschechien